# Ananya Panday
Ananya Panday (Mumbai, 30 oktober 1998) is een Indiaas actrice die voornamelijk in Hindi films speelt.

## Biografie
Panday maakte haar acteerdebuut met de tienerfilm Student of the Year 2, hoewel de film geen succes was kreeg zij de Filmfare Award voor beste vrouwelijke debuut uitgereikt. In 2019 lanceerde Panday een initiatief genaamd So Positive om bewustzijn te creëren over pesten op sociale media, negativiteit te voorkomen en een positieve gemeenschap op te bouwen.
Panday is de dochter van acteur Chunky Panday.

## Filmografie

### Films
| Jaar | Film                            | Rol             | Opmerking                     |
| ---- | ------------------------------- | --------------- | ----------------------------- |
| 2019 | Student of the Year 2           | Shreya Randhawa |                               |
| 2019 | Pati Patni Aur Woh              | Tapasya Singh   |                               |
| 2020 | Ami ke Bangla                   | Ritu            | korte Bengaalse film          |
| 2020 | Angrezi Medium                  |                 | nummer "Kudi Nu Nachne De"    |
| 2020 | Khaali Peeli                    | Pooja Gujjar    |                               |
| 2022 | Gehraiyaan                      | Tia Khanna      |                               |
| 2022 | Liger                           | Tanya           | Hindi/ Telugu film            |
| 2023 | Rocky Aur Rani Kii Prem Kahaani |                 | cameo in nummer "Heart Throb" |
| 2023 | Dream Girl 2                    | Pari Srivastava |                               |
| 2023 | Kho Gaye Hum Kahan              | Ahana Singh     |                               |
| 2024 | Bad Newz                        | haarzelf        | gastoptreden                  |
| 2024 | Khel Khel Mein                  |                 | stem van Rehana               |
| 2024 | CTRL                            | Nalini Awasthi  |                               |
| 2025 | Kesari Chapter 2                | Dilreet Gill    |                               |

### Televisie en Webseries
| Jaar | Programma/ Serie                  | Rol             | Platform           | Opmerking          |
| ---- | --------------------------------- | --------------- | ------------------ | ------------------ |
| 2019 | Koffee with Karan                 | gast            |                    | seizoen 6, afl. 18 |
| 2020 | Fabulous Lives of Bollywood Wives | haarzelf        | Netflix            | seizoen 1          |
| 2022 | Fabulous Lives of Bollywood Wives | haarzelf        | Netflix            | seizoen 2          |
| 2022 | Koffee with Karan                 | gast            |                    | seizoen 7, afl. 4  |
| 2024 | Call Me Bae                       | Bella Chowdhary | Amazon Prime Video |                    |
| 2024 | Fabulous Lives vs Bollywood Wives | haarzelf        | Netflix            | seizoen 3          |